# 大乱闘スマッシュブラザーズDX
『大乱闘スマッシュブラザーズDX』（だいらんとうスマッシュブラザーズデラックス、英題：Super Smash Bros. Melee）は、ハル研究所開発、任天堂発売のニンテンドー ゲームキューブ専用ゲームソフト。2001年11月21日に発売。大乱闘スマッシュブラザーズシリーズの第2作目。略称は「スマブラDX」、「スマデラ」。

## 概要
『ニンテンドウオールスター!大乱闘スマッシュブラザーズ』の続編である。前作の副題であった「ニンテンドウオールスター!」が今作より削除されたが、オープニングムービーの序盤にこの文言が表示される。
ニンテンドウオールスター!大乱闘スマッシュブラザーズ発売直後の1999年の時点から企画は進行しており、2001年5月17日〜19日に開催された、「E3（Electronic Entertainment Expo 米国のコンピューターゲームの見本市）」で初公開され、2001年11月21日に日本で正式に発売された。情報公開には雑誌での掲載とほぼ同時に「速報スマブラ拳!!」という形で開発リーダーであるディレクター桜井政博自らが、公式サイト上で情報を公開するという形がとられており、この宣伝手法は次回作の『大乱闘スマッシュブラザーズX』にも引き継がれた。
このソフトの初週推定販売本数が約35万本に対して、発売以前のゲームキューブの推定販売台数は約30万台 であり、ゲームソフトが対応機種よりも売れるという異例の記録を打ち立てた。最終的な売上本数は推定約151万本であり、日本で販売されたゲームキューブ専用ソフトとしては最大売上かつ唯一のミリオンヒットとなった。

### 内容の傾向
前作は「任天堂キャラクターのオールスター」というテーマが受け入れられるか発売まで分からず（事実、発売直後は受け入れられず、キャラクターゲームとしてのバイアスを掛けられていた）、テーマ自体が後付だったと言うのもあり必要最低限のみであったが、前作の実績・評価に伴って、今作では可能な限りさまざまな任天堂のゲームを盛り込んだよりオールスター要素の強いものとなった。詳しくは後述の「#キャラクター」や「#フィギュア」などを参照。
ゲームシステムとしては、前作の延長線として製作されており、前作を遊んで内容に慣れたプレイヤーでも手応えをもてるような内容となっている。具体的には、細かで複雑なものを含めてシステムやテクニックなどの大幅な増加、全体的なゲームスピード・テンポの高速化、後述するような高難易度の一人用モードなどがあり、全体として熟練者・マニア向けの仕様となっている。
一方、そのため「初心者から熟練者まで多くが楽しめる」という本来の『大乱闘スマッシュブラザーズ』のコンセプトを損なったという面もあり、桜井政博ディレクターは後に「日々マニア向けの仕様になっていく対戦型格闘ゲームへのアンチテーゼとして作られたはずの『スマブラ』だったというのに、これでは本末転倒ではないか?」と今作に対する反省を述べている。ただし、開発当時はそのように作っていた意図はなく、あくまで「より多くの人が楽しめるように」という前作と同様の理念で製作されており、振り返ってみたらこのような結果となった。また、この反省が続編『大乱闘スマッシュブラザーズX』においてのコンセプトや仕様の見直しに反映された。

### 開発の経緯
本作はゲームキューブ用への開発に決定してからは新ハード普及のためのキラーソフトとなるべく製作されており、実際にも上記のようにゲームキューブ初期のハード普及において多大な功績を残している。だが開発者サイドからは製作状況は過酷を極めたといい、ゲームキューブ発売初期に間に合わせるという短い製作期間、原作者サイド多数からの協力と期待、キラーソフトになりうる作品にしなくてはならないという責務などからその労力と責任感は並大抵ではなかったという。
特に総指揮を執っていた桜井政博は多忙を極め、個人作業となるゲームデザインから開発スタッフ全体の監修（原則として、桜井はゲームバランスの均一な水準を目指すため自分一人で全ての調整を行っている）、途中からは『速報スマブラ拳!!』の製作指揮や同ホームページのアンケートコーナーへの対応などまで担当していた。開発が行われた13ヶ月間は日曜祭日や年末年始を含めて休暇を一切入れず、徹夜も相当に続けての不眠不休業態だったと明かしている。
また、制作が大詰めになっていた頃、プログラムのバグ等が頻発。正しくパラメーター設定をしていても、組んでいるプログラムにそもそもの間違いがあるため、どれだけ調整してもイメージ通りにならず、当時任天堂の経営企画室長で後に社長となる岩田聡が直接コードレビューやデバッグを手伝っていた。当時のことを桜井は「多くの任天堂タイトルの1つにすぎないので申し訳ないことをした。しかしやってのけてくださった。岩田さんの存在がなければ、2001年内には発売できなかっただろう」と語っている。

## キャラクター

### 概要
本作での参戦キャラクターは、前作のような各シリーズ作品の主人公級キャラクターに加え、ピーチやクッパ、ゼルダ、レトロゲームからのアイスクライマー（アイスクライマー）やMr.ゲーム&ウォッチ（ゲーム&ウオッチ）、人気ポケモンであるミュウツーなど、独特の操作感覚を持たせたキャラクターを揃えている。
隠しキャラクターとしてマルス（ファイアーエムブレム 暗黒竜と光の剣）と、発売前のタイトル（当時）からロイ（ファイアーエムブレム 封印の剣）が登場するが、『ファイアーエムブレム』のキャラクターなどに関する権利はインテリジェントシステムズと合同で有しており、このゲームに関連した著作物の著作権表示の中に、インテリジェントシステムズが含まれているものと、含まれていないものがあるが、これは『ファイアーエムブレム』関連のキャラクターが登場しているか否かに関係している。『ファイアーエムブレム』シリーズはこれまで日本国内でのみ販売してきたため海外版では外す予定だったが、海外での評判が良かったため海外版でもそのまま登場することになり、これは後に同シリーズが海外向けに発売されるようになるきっかけともなった。
また、隠しキャラクターの中には「モデル替えキャラ（初公開時表記は「モデル変え」）」というカテゴリのキャラクターが存在する。これはほかのキャラクターモーションをそのまま流用した上で調整を加えることで、新たに外見や操作感が異なる別キャラクターとして制作したものであり、今作は開発期間が短く、その際少しでも登場キャラクターを増やす苦肉の策として用いられた。製作手法のため、マリオに対してドクターマリオや、フォックスに対してファルコ（スターフォックス）といった 基本的にモデルとなったキャラクターに関連したキャラクターが制作されている。唯一の例外がガノンドロフ（ゼルダの伝説）で、原作が異なるキャプテン・ファルコンのモーションを流用している。これは二人の体型や頭身がよく似ていたり、ガノンドロフの人気が高かったことなどといった都合のよい条件が偶然重なった為である。なお、この制作手法は続編シリーズでも用いられることとなり、『大乱闘スマッシュブラザーズ SPECIAL』では「ダッシュファイター」として呼称が改められる事となった。
前作のキャラクター数は12体だったが、今回は総勢25体で2倍以上となった。前作に登場したキャラクターは全て残されている。
本作では、前作の「任天堂のキャラクター・世界観を集めた、唯一のゲーム」というテーマを変え、「任天堂が辿ったゲームの歴史を楽しませる」という役割を持たせるため、任天堂のゲームキャラクターを立体化した「フィギュア」が登場している。これに関連して、「本作に登場するキャラクターはフィギュアにイメージを吹き込まれたもの」という設定が加えられるとともに『スマブラ』の世界観設定がなされ、敵キャラクターにも「創造の右手・破壊の左手」、「イレギュラーな存在」などのストーリーが持たされている。この世界観は本作以降も採用されている。

### キャラクター一覧

#### プレイヤーキャラクター

##### 初期キャラクター
この項目では最初から使用可能なキャラクターについて述べる。
マリオ
声：チャールズ・マーティネー
『マリオシリーズ』の主人公。
全体的にバランスの取れたキャラクター。今作から、「スーパーマント」を振って相手の飛び道具を跳ね返す必殺ワザが追加された。
ドンキーコング
『ドンキーコングシリーズ』の主人公。2代目ドンキーコングであり、『マリオシリーズ』にも登場している。
パワー系キャラクターであり、相手を吹っ飛ばす能力が高い。相手や大きなアイテムをつかんだ時にリフティングができる。また、重量級キャラクターの中では比較的動きが身軽であり、重量級の入門キャラクターと言える。
組み手や軍団戦で真価を発揮する下必殺ワザ「ハンドスラップ」を持っている。
リンク
声：檜山修之
『ゼルダの伝説シリーズ』の主人公。
剣をはじめとした武器や道具を使って戦う。前作では通常必殺ワザだった「ブーメラン」が横必殺ワザに変更され、通常必殺ワザは新たに「弓矢」になった。
サムス
『メトロイドシリーズ』の主人公。
遠距離攻撃の必殺ワザを持つ。他のキャラクターたちと比べるとつかみの届く距離が長い。
ヨッシー
声：戸高一生
『マリオシリーズ』に登場するキャラクターで、『ヨッシーシリーズ』の主人公。
相手を飲み込んで卵にする必殺ワザを持つ。場外に出されても空中ジャンプだけでステージ復帰できるほどジャンプ力が高いが、その代わり復帰に使える必殺ワザを持たないのが難点。
カービィ
声：大本眞基子
『星のカービィシリーズ』の主人公。
相手の通常必殺ワザをコピーする能力を持っている。前作から著しい弱体化が施され、シールド中に攻撃を受けやすい・投げで足場から飛び出すと相手に抜けられそのまま落下するなどの不具合がある。
フォックス
声：里内信夫
『スターフォックスシリーズ』の主人公。
攻撃、移動共に素早いうえ、通常攻撃の攻撃力が全体的に向上している。通常必殺ワザ「ブラスター」が相手を怯ませないノーリアクションの飛び道具に変更された。今作から体重が軽く吹っ飛ばされやすく調整された。
ピカチュウ
声：大谷育江
『ポケットモンスターシリーズ』の代表キャラクター。
素早く、電気を放つ必殺ワザを持つ。体重が軽く、吹っ飛ばされやすいのが弱点。
キャプテン・ファルコン
声：堀川りょう
『F-ZEROシリーズ』の主人公。前作では隠しキャラクターだったが、本作では最初から使用できる。
パワーとスピードの両方を兼ね揃えたキャラクターだが、全体的にワザの隙が大きいのと、飛び道具を持たないのが難点。
ネス
声：大本眞基子
『MOTHER2 ギーグの逆襲』の主人公。オネットに住んでいる。前作では隠しキャラクターだったが、本作では最初から使用できる。
PSI（超能力）を駆使して戦う。前作では通常必殺ワザだった「PKファイヤー」が横必殺ワザに変更され、通常必殺ワザは新たに「PKフラッシュ」になった。
クッパ
『マリオシリーズ』の敵キャラクター。本作ではボスキャラクターのイメージが強く描かれている。
パワーが強く、全キャラクターで最も重くて吹っ飛びにくい。一方でリーチはそれほど長くなく、動きが遅いのとワザの隙が大きいのが弱点。
アドベンチャーモードの最終ボス（条件を満たせば最終ボス前の中ボス）。
ピーチ
声：ジェン・テイラー
『マリオシリーズ』のヒロイン。
横スマッシュ攻撃はランダムで選ばれた3種類の武器で攻撃する。また、宙に浮く能力を持つ。
ゼルダ/シーク
声：水沢潤
『ゼルダの伝説シリーズ』の登場キャラクター。
このキャラクターはゼルダ・シークという二つの姿が存在し、どちらの場合も下必殺ワザを使用する事でゼルダならシーク・シークならゼルダへ切り替えられる。
ファイターセレクト画面ではゼルダのみアイコンが並んでいるため、ゲーム開始時には必ずゼルダを操作するが、ステージ選択後のロード画面で特定のコマンドを入力することで、シークから操作できるようになる。
ゼルダの場合は魔法を使用するキャラクターで、速度は遅いが攻撃に爆発力がある。
シークの場合は素手による格闘などで戦うタイプであり、ふっとばし力は低いが、スピードがある。
アイスクライマー
声：小林沙苗
『アイスクライマー』の主人公。青服のポポとピンク服のナナからなる二人一組のキャラクター。ナナはポポのオプション扱いであり、ポポを動かすとその後を追従して同じ動きをトレースする。
常に二人一組での操作となるため、攻撃力はかなりの高さであり、別々に異なる種類のアイテムを拾わせるといったことも可能。
反面、オプション側が撃墜されると攻撃力が半減するだけでなく、上必殺ワザの復帰力も失われるというリスクも背負っている。
また、原作における挙動や機動性を忠実に再現しているため、ジャンプ力が低めでなおかつ横方向への飛距離が伸び難いという弱点がある。

##### 隠しキャラクター
隠しキャラクターを出現させるためにはそれぞれのキャラクターに個別に設定された条件を満たすか対戦ゲームで規定回数以上遊ばなければならない。その後現れた挑戦者と戦い、勝てばその挑戦者を使用可能になる。負けてしまったらもう一度出現条件を満たしてから挑戦者と戦わなければならない。
ルイージ
声：チャールズ・マーティネー
『マリオシリーズ』の登場キャラクター。
マリオと似ているが癖が強い。横スマッシュ攻撃、前空中攻撃など複数のワザが前作から変更され、マリオとは差別化された。
プリン
声：かないみか
『ポケットモンスターシリーズ』の登場キャラクター。
空中戦に特化したキャラクター。場外に出されても5回連続の空中ジャンプだけでステージ復帰できるのが魅力。前作では通常必殺ワザだった「はたく」が横必殺ワザに変更され、通常必殺ワザは新たに「ころがる」になった。
一撃必殺級の下必殺ワザ「ねむる」を持つ。体重がとても軽いので非常に吹っ飛びやすいのと、シールドブレイクを起こすと真上に吹っ飛んでしまうのが致命的。上級者向け。
ミュウツー
声：市村正親
『ポケットモンスターシリーズ』の登場キャラクター。出現条件が「対戦ゲームを規定時間または規定回数以上遊ぶこと」となっているため、ひとりゲームでこのキャラクターを出現させることは不可能。
（原作では体重が重いポケモンであるにもかかわらず）常に浮いているため吹っ飛ばされやすいが、超能力で強化された投げワザが強い。また、アイテムを拾っても唯一、手で持たずに超能力で浮かせている。
マルス
声：緑川光
『ファイアーエムブレム 暗黒竜と光の剣』『ファイアーエムブレム 紋章の謎』の主人公。
全ての攻撃において剣を使って戦う。飛び道具を持っていないが、横必殺ワザは複数のパターンの攻撃がある。剣の先端に攻撃を当てると、吹っ飛ばしが上がる特性を持つ。原作では通常攻撃では歩いて攻撃し、必殺の一撃で走って攻撃するが、スマブラシリーズにおいては歩き・ダッシュ・ジャンプなどでの移動モーションなどが再現されている。白のカラーの出典は『ファイアーエムブレム トラキア776』の主人公である。アピールの「皆、見ていてくれ!」と言う台詞に「FE自体が軍隊規模で戦うため、仲間が居ることを匂わせる」と言う設定、勝利ボイスの「僕は負けるわけにはいかないんだ」に「戦いを起した自分が倒れると、国が滅びると言う使命の重たさを表している」と言う設定を込めている。
『X』と『for』では『DX』の音声がそのまま使われた。
Mr.ゲーム&ウォッチ
『ゲーム&ウオッチ』のキャラクター。出現条件が他の隠しキャラクター全員を出現させる必要があるため、本作において必ず最後に登場する隠しキャラクターである。
ワザの全てが「ゲーム&ウオッチ」シリーズのゲームからの出展である。全体的にワザの威力は高めだが、体重が軽くて吹っ飛ばされやすい。
シンプルモードでは軍団戦のみ敵として登場する他、オールスターモードの最終戦はMr.ゲーム&ウォッチ軍団との戦いとなる。
ドクターマリオ
声：チャールズ・マーティネー
『ドクターマリオ』の主人公。マリオのモデル替えキャラクター。
通常必殺ワザでは火の玉の代わりにカプセルを放つ。また、マリオよりも鈍い代わりにパワーに偏った性能になっている。
ファルコ
声：江川央生
『スターフォックスシリーズ』の登場キャラクター。フォックスのモデル替えキャラクター。
フォックスよりも足が遅い代わりにジャンプ力が高く、通常必殺ワザの「ブラスター」も相手を怯ませるようになっている。
ガノンドロフ
声：長嶝高士
『ゼルダの伝説 時のオカリナ』の敵キャラクター。キャプテン・ファルコンのモデル替えキャラクター。
キャプテン・ファルコンよりもパワーと重さがある代わりに隙が増え、足も遅い。
こどもリンク
声：瀧本富士子
『ゼルダの伝説 時のオカリナ』及び『ゼルダの伝説 ムジュラの仮面』の主人公で、リンクの子供時代の姿。リンクのモデル替えキャラクター。
リンクよりも攻撃力が低く、軽いが身軽で素早い。三角飛びができる数少ないキャラクターの一人で、『ターゲットをこわせ!』の彼の専用ステージではこの三角飛びができなければクリア不可能な仕様になっている。
ピチュー
声：こおろぎさとみ
『ポケットモンスターシリーズ』の登場キャラクター。ピカチュウのモデル替えキャラクター。
今作において意図的に弱く作られたキャラクターであり、機動力こそ高いものの電気を使う攻撃をすると自分もダメージを受ける、最も吹っ飛ばされやすいなどの超上級者向けキャラクターとなっている。
ロイ
声：福山潤
『ファイアーエムブレム 封印の剣』の主人公。『封印の剣』が発売される2002年3月29日よりも前の2001年11月21日に発売された本作品に一足早く出演。マルスのモデル替えキャラクター。
マルスよりもリーチが短いうえに剣の振りが遅めで、剣先よりも剣の付け根の方が威力が高い。

#### 謎のザコ敵軍団♂♀
使用不可能。『初代スマブラ』の謎のザコ敵軍団とは別物。『スマブラX』に登場する謎のザコ敵軍団とも別物。名称は「フィギュア」での名称。

#### ボスキャラクター
ひとりでプレイするモードの最後で登場するキャラクター。マスターハンドはバグ技で使用可能。だが、乱闘で1位になるとゲーム自体がフリーズしてしまう。
クレイジーハンド・ギガクッパは使用不可能。
マスターハンド
シンプルの最終ステージ・イベント戦「最終決戦」で戦いになる右手のキャラクター。シンプルの最終ボス。
クレイジーハンド
シンプルにて、マスターハンドとの戦闘中に一定の条件を満たすと乱入してくる左手のキャラクター。シンプルの隠しボス型最終ボス。イベント戦「最終決戦」でも同時登場。
ギガクッパ
アドベンチャーで一定の条件を満たすと、最終ステージで出現する隠しボス型最終ボス（通常の最終ボスはクッパ）。最後のイベント戦でも登場する。

#### ポケモン
使用不可能。モンスターボールを投げるとモンスターボールからランダムで登場する。伝説ばかり登場するイベント戦もある。
フシギバナ
本作で初登場。地震攻撃をする。
リザードン
火を吐くなどを行う。『スマブラX』と『スマブラSP』ではポケモントレーナーのポケモンの一人として使用可能なキャラクターとして登場、『スマブラ 3DS/Wii U』では単独で使用可能なキャラクターとして登場する。
カメックス
水を発射する。勢いで自身も少しずつ下がってしまうため、崖際だと落ちてしまうこともある。
ピッピ
爆発、吹雪、地震などからランダムで出す。
ラッキー
タマゴをいくつか産む。食べられるタマゴや爆発するタマゴもある。
マルマイン
爆発する。爆発直前は持って投げることもできる。
マタドガス
スモッグをまき散らす。一度当たると連続ヒットしやすい。
ヒトデマン
敵を1体追跡し、ビームを連発する。一度当たると連続ヒットしやすい。
トサキント
前作にも登場した。はねるだけで何も起きない。
カビゴン
急上昇した後巨大化して降下してくる。
フリーザー
冷気を発生させて凍らせる。
サンダー
広範囲に電撃をまく。
ファイヤー
体に触れると大ダメージを負い、吹き飛ばされる。（通常：40 巨大化：48）
チコリータ
はっぱカッターで攻撃する。
ヒノアラシ
炎を吐く。攻撃で吹っ飛ばせる。
ソーナンス
攻撃されると敵味方関係なくカウンター攻撃をする。
トゲピー
花を咲かす、眠らせる、暗闇にするなどのうちどれかをランダムで出す。
アンノーン
集団で突進してくる。
スイクン
周囲に吹雪を巻き起こす。
ライコウ
広範囲に電撃を放つ。
エンテイ
縦方向に長い炎を放つ。
ルギア
体に触れると大ダメージを負い、吹き飛ばされる。（通常：30 巨大化：36）
画面奥からエアロブラストで攻撃してくる。
ホウオウ
画面奥から巨大な火柱を立てて攻撃してくる。
ミュウ
一定の条件を満たすと低確率で出現。何もしないが出すとボーナスがもらえる。
セレビィ
ミュウより厳しい一定の条件を満たすと低確率で出現。何もしないが出すとボーナスがもらえる。

## ゲームモード
1Pモードや対戦をすると、ゲーム独自のコインが手に入るようになった。このコインはいろいろな場面で使用する。1Pモードでストックが無くなりゲームオーバーになったときに、コンティニューしたければいくつかのコインを使わなければいけない（シンプルおよびアドベンチャーでは難易度が上がるほど必要なコインの枚数が多くなる）。尚、貰えるコインの枚数はスティックをはじき入力した回数で決まる。

### ひとりゲーム
本作の一人用には三種類（うち一つは隠し要素）のメインゲーム（レギュラー戦）、「イベント戦」と「競技場」からなる四種類のサブゲーム、トレーニングモードが用意されている。

#### レギュラー戦
レギュラー戦では、プレイヤーの腕前に合わせて、プレイ前に5段階の難易度（ベリーイージー、イージー、ノーマル、ハード、ベリーハード）、1〜5までの残機数（オールスターはルール上1）から設定することが出来る。
最高難度（ベリーハード）では発売当時の任天堂のゲームの中でも最難クラスと称されるほどの難易度を誇っていた。
難易度を上げると「敵のCPUレベルが上がって賢くなる」「自分や味方が弱体化して吹っ飛びやすくなる」「敵が吹っ飛びにくくなる」「強力なアイテムが出にくくなる」などの不利な要素が多くなる。
コンティニューする場合はベリーイージーの場合はコイン1枚で済むが、ベリーハードでは最大値の10枚が必要となる。
シンプル
前作64版の一人用ゲームと同じ対戦形式。出現するキャラクター及びステージはランダム。ステージ数も減った。ボスはマスターハンド（条件を満たすとクレイジーハンドも）。
アドベンチャー
今作から追加されたモード。様々な任天堂の世界を舞台にしたステージを次々と進めていく。通常の乱闘だけでなくアクションゲームのようにゴールを目指すステージもある。内容は一定だが、条件を満たすとステージ内容が分岐する場合もある。ボスは巨大化したクッパ（条件を満たすと巨大クッパの後更にギガクッパが登場する）。
なお、今作のアドベンチャーモードは続編『X』におけるアドベンチャーモード『亜空の使者』の様な明確な設定やストーリーはない。
シンプルに比べてステージ数が多く、複数の敵や巨大化した敵を相手にする場合でも味方のコンピュータが付かないため、シンプルに比べて難易度は高め。
オールスター
全キャラクターと対戦していくモード。隠しキャラクターを全て使用可能にすると現れる。ステージが進むにつれ、1対1から1対2、1対3と敵キャラの数が増えていく。プレイヤーの残機は一機のみだが、ステージとステージの間の休憩所で全回復できる3個のハートのうつわがある。最後は必ずMr.ゲーム&ウォッチ軍団（25体）が敵となる。
敵は通常より吹っ飛び率が上昇している（特にベリーイージーではこれが顕著）が難易度を上げるほど吹っ飛び率が下がり、特にベリーハードでは通常より僅かに吹っ飛びやすい程度になっている。
『星のカービィ スーパーデラックス』のゲームモードの1つ「格闘王への道」を元に作られており、休憩所のBGMも『星のカービィ スーパーデラックス』に使用されたものをアレンジしている。
なお、オールスター戦では、休憩所で左上に表示されるキャラマークのうち最初のキャラ（戦闘では2Pになる）に合わせてステージが決定する（休憩所の背景に映っている顔ではない）。キャラの都合上、参加ジャンルとは別のステージが割り当てられていることがある（但し、BGMはキャラ準拠のものになる）。
オールスターモードでは、プレイヤーがミスした際のコンティニューに必要なコインは必ず10枚（最大値）となっている。また、ハートの器を取って回復している最中に次のステージに入ると、回復しきらない状態で戦うことになる。

#### イベント戦
今作から追加された新モード。キャラクターが限定・勝利条件が特殊などの決められたシチュエーションでの対戦で勝利条件を目指すというもので、いろいろな対戦条件が用意されている。
初めは、Lv.1〜10までしかないが、条件を満たしていくことで増えていく（Lv.30まではクリアしたお題の数が一定以上になると追加されていくが、Lv.31以降は隠しキャラクターを出現させなければ遊べるようにならない）。全ステージ数は51。
また、特定のイベントをクリアすると隠れキャラクターや隠しステージ、フィギュアなどが入手できる。また、スコアやクリアタイムなどが記録されるため、スコア・タイムアタックにも使うことができる。
のちのシリーズ作品と違ってイベント戦ごとに難易度を指定することができないため、全てのイベント戦をクリアするためにはかなり腕を上達させる必要がある。特にLv.31以降のイベント戦は「敵がとても賢い」「自分が吹っ飛びやすく相手が吹っ飛びにくい」などの理由から非常に難易度の高いものが多い。
単に敵を全員倒すというものだけでなく、イベント戦によっては「指定された枚数のコインを相手より先に集める」「特定のアイテムでしかダメージを与えられない」「制限時間内生き残ればクリア」「アドベンチャーモードのように制限時間内にゴールを目指す」「味方が倒れたら失敗」「特定の敵を倒したら失敗」のような特殊な条件のものもある。

#### 競技場
スマブラのシステムを利用して別の楽しみ方が出来るモード。
ターゲットをこわせ!
前作から引き続き登場。キャラクターごとに決められたアスレチックステージに点在する10個のターゲットを全て壊すまでの時間を競う。
ホームランコンテスト
新しく登場。「サンドバッグくん」を10秒以内にダメージを与えてふっとばし、その距離を競う。距離を伸ばすために、台の左端にあらかじめホームランバットが用意されている。
百人組み手
前作の「謎のザコ敵軍団」戦を発展させたゲーム。一撃で吹っ飛ぶ「謎のザコ敵軍団♂♀」を、「十人」、「百人」、「三分間耐久」、「十五分間耐久」などの決められた条件を満たすまで倒し続けるとクリア。
キャラクターがミスするまで続く「エンドレス」やザコ敵軍団が非常に強化され、アイテムも出ない「情け無用」も存在する。

### 対戦ゲーム

#### 大乱闘
通常の対戦モード。前作にあった「時間制乱闘」、「ストック制乱闘」に加え、「コイン制乱闘」、「評価制乱闘」という2つのルールが追加された。いずれも撃墜数が勝敗に直結するとは限らない特殊なものとなっている。
対戦条件は前作よりもさらに詳細に設定にできるようになっており、ふっとばし率の変更や前作で隠し要素だったアイテムスイッチの他にも、
- タイム制での自滅の扱い(減少する得点を1点から2点に変更可能)
通常設定で自滅した場合1点だが、撃墜されて落下した場合は、自滅点（1点）と相手の撃墜点（1点）で点差が2点となる。これにより、撃墜されるよりも自滅したほうが得であることを利用した戦法への措置
- ストック制での時間制限（時間切れの場合はストック数で勝敗。2対1または3対1のチームバトルの時に全員同じストック数の状態で時間切れになったら人数の多いチームの勝ちとなる。）
- ステージをランダムで選んだときに設定されるステージを限定できるランダムステージスイッチ
- ゲーム中のポーズの可否
負けたプレイヤーが途中中断で無効試合にするのを防ぐ意味合い

などが含まれている。
また、新たに「名前の登録」のシステムが登場した。名前を付けて戦うと、対戦中キャラクターの頭上に登録された名前が表示され、各名前ごとに対戦成績やコントローラの振動機能のON/OFFが記憶されるようになった。

#### スペシャル乱闘
基本の対戦モードとは趣向を変えた、バラエティ要素の高いモード。このモードにおける撃墜数・落下数・試合回数などの各記録は保存されない。
カメラモード
4Pコントローラでカメラを移動させ、写真を撮影・保存するという対戦とは異なる遊び方。ただし、写真のデータはゲームのデータとは別に保存され、しかもかなり容量ブロック数を使うので注意が必要である。なお、本作の公式ウェブサイトである『速報スマブラ拳!!』において、このモードを利用した「カメラモードコンテスト」が行なわれたことがある。
体力制乱闘
150HPの体力が無くなると負けという普通の対戦型格闘ゲームに則ったルール。HPが0になった時、対戦型格闘ゲームのようにスローモーションになる演出がある。また、落下しても負けとなる。このゲームのみ、「格闘ゲームっぽくなってしまう」という理由から対戦終了後の結果画面がない。
スーパーサドンデス
最初から300%のダメージを負っているというルール。復活したときも、300%のダメージを負っている。ただ、ボム兵は降ってこない。
でかい乱闘・ちっちゃい乱闘・見えない乱闘
それぞれスーパーキノコ、毒キノコ、スパイクローク（ダメージ無効効果は無し）による効果が最初から常に続くというルール。この状態でアイテムを取っても効果は重複する。
固定画面乱闘
キャラクターの移動による画面のズームイン・ズームアウトが全く無い（強制スクロールコースは無効）というルール。
1ボタン乱闘
プレイ中にボタンはAボタンしか使えないというルール。つまり、Bボタン（必殺ワザ）はおろか、シールド防御や緊急回避といった防御動作（L・Rトリガー）などもできない。ボタンジャンプ（X・Yボタン）も使用不能であるため、ジャンプはスティックを上に弾く以外の方法がない。この乱闘のみ『X』では搭載されなかった。
クイック乱闘・スロー乱闘
ゲームスピードがそれぞれ1.2倍、0.5倍になっているというルール。

#### トーナメント乱闘
トーナメント形式での大会方式や勝ち抜け・負け抜けによるゲーム側からのプレイヤーの指定など、5人以上のプレイヤーがいる場合でも円滑に対戦を進めることが出来るようマッチングするという機能が追加された。トーナメント乱闘のみ、プレイヤーキャラクターにメタモンを選ぶことができる。といってもメタモンを使えるわけではなく、キャラクターがランダムに決定されるだけである（そのキャラクターに変身しているという設定である）。

### フィギュア
任天堂のコンピュータゲームに登場したキャラクターたちを立体化した「フィギュア」をゲーム内で収集することができる。フィギュアには比較的新しいゲームキューブやNINTENDO 64、スーパーファミコンのキャラクターはもちろん、「カモ」や「モトクロッサー」、「タマゴン」などのファミコンのキャラクターも登場する。
基本的には「フィギュポン」という、コインを入れるとフィギュアが入手できるカプセルトイに似た機械を使って入手できる。また、一人用のレギュラー戦でもボーナスゲームやアイテムとして入手できる。中には特定の条件を満たす事で入手できるフィギュアもある。
また、フィギュアには「シークレットフィギュア」という通常プレイのゲーム中では絶対に手に入らないものが存在し、『マントマリオ+ヨッシー』と『マスクを脱いだサムス』というフィギュアが公式大会などで配布された。

### オプション
コントローラの振動機能やデフリッカー（画面を若干ぼかして滑らかに見せる機能）のON/OFF、サウンド設定の調整などを行うことが可能。セーブデータの消去も前作と同様にこのモードで行う。
言語設定の変更で、英語の選択が可能（ただし海外版と全く同じ仕様になるわけではない、詳しくは下記参照）。

### データ集
前述の「カメラモード」で撮影した写真を閲覧したり、「対戦ゲーム」の戦績、本体の起動回数、総起動時間はもちろん、これまで獲得したボーナスや過去のお知らせなどゲーム中の詳しい記録を見ることができる。
特定の条件を満たすことでゲーム中の音楽や効果音を聞くことができる「サウンドテスト」が選べるようになる。

## ゲームシステム
新たなテクニックが多数登場し、例としては以下のようなものなどがある。ほとんどは『X』にも引き続いて搭載されている。
横必殺ワザ
前作で必殺ワザは、ニュートラル・上・下のスティック操作とボタンの組み合わせで各キャラクター3種類だったが、今作では新たにスティックを横に入れながらボタンを押すことで発動する「横必殺ワザ」が追加され、繰り出せる必殺ワザが4種類となった。
スマッシュホールド
スマッシュ攻撃時に、攻撃ボタンを放さず押しつづけるとその場でパワーを貯め、攻撃力を高めて出すことができる。攻撃力の大幅な増加はないが、スマッシュ攻撃の発動タイミングずらすことができ、それによって様々な応用戦術が使える。ただし限界点まで貯めると自動的に攻撃が出てしまうので、ずらせるタイミングには限界がある。
その場緊急回避
シールドを出している時にスティックを下に弾くと、その場から動かずに緊急回避を出すことができる。
空中緊急回避
空中でシールドを張る操作をする（LRトリガーを強く押し込む）と、空中で緊急回避を発動させることができる。発動時にスティック操作をすることで、空中を短距離移動することが可能。
後述するように、これを応用したテクニックとして「超絶低空空中緊急回避」（絶、絶空）というものがユーザーの間で生み出された。なお、『X』では空中緊急回避の仕様が変更され、このテクニックは使えなくなった。
空中アイテムキャッチ
空中でつかみ（投げ）の動作をすることで、空中でもアイテムをつかむことができるようになった。
Cスティック
対戦中にゲームキューブコントローラのCスティックをたおすと、たおした方向に対応したスマッシュ攻撃が発動する。なお、「ひとりゲーム」モード中のCスティックは視点のズームイン・アウトに対応するようになるため、この操作は「対戦モード」でしか使用できない。
ルーペダメージ
キャラクターが画面外に出ると「ルーペ」というふきだし状のアイコンでキャラクターの行動状態が表示されるが、この状態になっていると一定時間ごとに少しずつダメージが蓄積されていくようになった。
メテオ返し
前作は、空中でメテオスマッシュ（当てた相手を真下方向に吹っ飛ばす攻撃）を受けると地面にぶつかるまで操作が効かず、下が穴だと即ミスを意味したが、今作では受けてから一定時間経過すると吹っ飛んでる最中でも空中ジャンプや上必殺ワザが使えるようになり、対処可能になった。ただし、これは「プログラムではメテオスマッシュ扱いにされている」攻撃にのみ可能で、マルスの空中下攻撃など下に吹っ飛ばすがメテオスマッシュ扱いではない攻撃には使用できない。
オートヒットストップずらし
スティックを倒しっぱなしでも自動的にヒットストップずらしを行う。ただし、効果は通常の入力よりも低い。
ふっとび方向変更
吹っ飛ばされた際にスティックを任意の方向へ傾けていると、同じ攻撃でもその方向に偏ったベクトルへと吹っ飛んでいく。ステージ外に飛ばされたときなどで少しでも自分の有利な状況にするために必要となる。
ジャストシールド(ジャストガード)/シールドリフレクト
攻撃が当たった瞬間にシールドを張ることで発動。近接技なら通常よりもガードの隙が少なくさらにシールドの残量を消費せずに防御ができるジャストシールド(ジャストガード)、飛び道具なら威力は2分の1になるがその飛び道具を自分の攻撃扱いで反射するシールドリフレクトになる。タイミングは非常にシビアで、狙って出すのはほぼ不可能に近いが、熟練に熟練を重ねた上級者の中には簡単に出してしまう人もいる。高レベルのCPUは積極的に使ってくる。
三角飛び
スティックを壁に向かって入れ、壁に触れた瞬間逆方向にスティックを入れると、壁を蹴って上昇することができる。飛んだ方向に壁があれば連続で使用できるが、使い続けると上昇力が減っていく。マリオ、フォックス、サムス、キャプテン・ファルコン、シーク、ファルコ、こどもリンク、ピチューが使用可能。なお、難度は高いが、上記以外のキャラクターでも、カベ受身時にスティックを崖と反対方向に倒すことによって三角飛びが可能である。ちなみに、ファルコンのみ垂直な壁にぶらさがっている時、壁と反対側にスティックを入れることで三角とびができる。
ワイヤー復帰
リンク、こどもリンク、サムスが使用可能。つかみであるフックショットやグラップリングビームをジャンプ中に使うと、通常の倍の長さになるというもの。復帰等の際に壁に向けてこれを使うことで、壁に刺さってぶら下がることが出来、復帰を補助したり、相手の攻撃タイミングをずらしたりすることが出来る。また、フックショットやグラップリングビームの先に当たり判定がありダメージを与えることが出来る。ただし、与えるのダメージは微々たるものと軽いのけぞりだけなので、実際には使いどころがほとんどない。
その他にも、本作独自のテクニックとして、小ジャンプまたはジャンプして地上に着く寸前に、ななめ下方向へ空中緊急回避を行うことで発生し、キャラクターが地面を滑るように移動する絶というテクニックがある。これを利用できれば、滑っている途中にスマッシュを出せたり、相手の方向を向きながら相手と逆の方向に移動できたりと、キャラクターの動きに大きく自由度を持たせることができる。また、一部のキャラクターでは、これを高速で連続して行った方が走るよりも速く移動出来たりもする。

### 対戦ステージ
前作と名称が同じであったり、似たような形状を持っているものもあるが、基本的にはステージは前作から一新されている。本作では原則出典となるシリーズごとに「表ステージ」と「裏ステージ」の二つのステージが存在しており（『ファイアーエムブレム』は固有のステージが、『アイスクライマー』と『ゲーム&ウオッチ』は裏ステージが存在しない）、出典となるシリーズも増加したため、総ステージ数は前作の9から29と大幅な増加となった。その中には、前作では一人用専用であった「デュエルゾーン（本作では「戦場」）」、「終点」、そして前作から3つのステージが再登場した「旧ステージ」が含まれている。
ここに書かれたもの以外に、ファイアーエムブレムより「アカネイア大陸」、アイスクライマーより「山頂」のステージが作られる予定であったが、没になった。また、ポケモンの裏ステージは「ポケットモンスター金・銀」の「マダツボミの塔」になる案があったという。
一部のステージでは低確率で（もしくは、試合開始時に、プレイヤー全員がLRトリガーのどちらかを押していると必ず）BGMが別のものに変化する「裏音楽」が用意されている。この仕様は『大乱闘スマッシュブラザーズ for Nintendo 3DS』の全ステージにも採用された。
「戦場」「終点」「旧ステージ」の入手難易度は非常に高く、戦場および終点は全ての隠しキャラクターを使用可能にした上で特定のモードをクリアしなければならず、旧ステージは競技場である条件を満たさなければ出現しない。
また、一部のステージは『大乱闘スマッシュブラザーズX』『大乱闘スマッシュブラザーズ for Nintendo 3DS / Wii U』『大乱闘スマッシュブラザーズ SPECIAL』にも収録されている。

## 音楽

### オーケストラコンサート
2002年8月27日に、東京文化会館大ホールにて、大乱闘スマッシュブラザーズDXオーケストラコンサートが開催された。演奏は新日本フィルハーモニー交響楽団。司会は桜井ディレクターと大本眞基子（今作でカービィとネスの声優を担当）が担当。入場料は3000円（全席指定）だった。
後に雑誌『ファミ通キューブ+アドバンス』（エンターブレイン）2002年12月号の付録として、演奏部分のみを纏めてCD化された。アンコールまでの全15曲を完全収録しており、あくまで付録という事で雑誌の値段はそのままという非常に良心的な設定ではあったものの、現在では入手は非常に困難である。海外でも雑誌『Nintendo Power』や『Official Nintendo Magazine』の付録として収録された。英語版Wikipediaの当該項目（英語）も参照。

## 主な開発スタッフ
- チーフディレクター：桜井政博
- プログラミングディレクター：鈴木義樹
- デザインディレクター：小林仁志
- サウンド&ミュージックディレクター：安藤浩和
- プロデューサー：谷村正仁、菅浩秋、宮本茂、三木研次
- エクゼクティブプロデューサー：山内溥

## その他

### キャラクター関連の備考
発売前のフィギュポンのスクリーンショットには、隠しキャラクターであるルイージとガノンドロフのフィギュアが既に登場していた。ルイージに関してはワザと登場しないかのような紹介がなされており、この理由に関しては後に「出るか出ないか発売まで楽しめるのではないか」と「プレイヤーがゲームに慣れてから登場することによって、マリオとの能力差を実感して欲しい」という考えからだと述べている。
新規キャラクターに関しては前作N64版『スマブラ拳!!』で行われた企画『スマブラ2があるとしたら出てほしいキャラ』の影響を強く受けており、クッパとピーチが登場したのも企画において1位と2位だったためである。前作に登場したキャラクターは全て登場しているが、ネスは当初『MOTHER3』の主人公（リュカ）に変更される予定で、プリンは降板させる案もあったのだという。
登場案があったが没になったキャラクターは、『MOTHER3』の主人公リュカと『マリオシリーズ』のワリオが判明している。リュカはNINTENDO64版『MOTHER3』の開発中止のため、ワリオは既に『マリオシリーズ』のキャラクターが多数登場決定していたため優先して除外したためだという。両キャラクターとも続編『大乱闘スマッシュブラザーズX』では改めてプレイヤー出演を果たした。
発売同年公開された映画『劇場版ポケットモンスター セレビィ 時を超えた遭遇』では、上映前の広告として本作の紹介映像（オープニングの編集版）が流れていた。開発及びデバッグの期間が短かったためバグが多数発見されており、競技場の「ターゲットをこわせ!」や「百人組み手」は明らかに低い記録が新記録として上書きされてしまう、「ホームランコンテスト」はあまり長距離に飛ばし過ぎると測定不能扱いにされてしまう（初期生産版のみ）といったものなどが確認されている。「フィギュア名鑑」でのキャラクター解説文は、一部誤ったものも存在しており、『スマブラ拳!!』の「アンケート集計拳!!」でユーザーからの指摘を受けたこともある。例として「クラップトラップ」の代表出演作の欄に実際は登場していない『スーパードンキーコング3』が書かれている、といったものがある。「名前の登録」の画面で「おまかせ」にした場合に表示される名前のバリエーションは100種類以上あり、ほとんどが食料品か、過去の任天堂のゲームに登場したキャラクターの名前となっている。中には「セガガ」や「ソニッコ」、「ボコチョ」など任天堂以外の会社を元ネタとした名前も存在する。

### 海外版の変更点
英語版のものは、日本語版でも言語設定をEnglishにすればほとんどを確認することができる（下記のアイスクライマーステージのように一部例外あり）。
キャラクターやステージなどの名前が一部変更されている。プリン→各国における訳。英語版ではJigglypuff、クッパ→Bowser、ドンキーコング→D.K、などがある。また、アイスクライマーは2人組なのでIce Climbersとなり、キャラクター選択時における掛け声のイントネーションが異なる。海外版における発音が英語として正しいものである。
アドベンチャーモードで登場する『アイスクライマー』からのザコ敵「トッピー」は、海外版ではアーケード版『VS.アイスクライマー』に登場した同能力のザコ敵のグラフィックに変更されている（日本版では言語設定を変えても変化しない）。これは海外版『アイスクライマー』（NES版）ではこのグラフィックが用いられているためである。フィギュア名鑑の、登場作品の欄が一部アメリカ仕様（北米版の発売年代と機種）になる。本文の内容が変化するものもあり、例えばサムスは日本版フィギュアでは生い立ちは不明とされているが英語版では子供時代の詳細が記されている。北米未発売ソフトのとあるキャラクターのフィギュアは北米版においては削除されている。ホームランコンテストの飛距離や、距離に関する項目が、メートル法（単位:メートル）からヤード・ポンド法（単位:フィート、一部ではマイル）に変わる。キャラクターへの声援が一部キャラクターで異なる。例として、マリオなどへの声援は日本版・海外版とも海外で録音したものだが、キャプテン・ファルコンなどへの声援は日本と海外では全く別のものである。全体の傾向として、日本版専用の声援は明るい上がり口調だが、英語版では低い声で全体的に暗いコールが送られる。桜井ディレクター曰く、当初は海外版の音声で統一する予定だったのだが、送られてきた音声の雰囲気があまりに日本ユーザーの価値観にそぐわないものだと判断したため、一部を日本版開発スタッフの音声で録音しなおしたのだという。

## 関連書籍

### 攻略本
大乱闘スマッシュブラザーズDX 任天堂公式ガイドブック
2001年12月、小学館
大乱闘スマッシュブラザーズDX 全キャラ戦書
2001年12月、毎日コミュニケーションズ
大乱闘スマッシュブラザーズDXファイティングマスターズガイド
2002年2月、エンターブレイン

### その他
20th Anniversary ファイアーエムブレム大全
2010年6月30日、小学館、マルスとロイが画像付きで紹介されている。
ファイアーエムブレム　メモリアルブック　アカネイア・クロニクル
2010年12月17日、角川書店、マルスのみであるが『DX』の画像付きで紹介されている。